# El Calafate
El Calafate är en ort i Argentina.   Den ligger i provinsen Santa Cruz, i den södra delen av landet, 2 100 km sydväst om huvudstaden Buenos Aires. El Calafate ligger 205 meter över havet och antalet invånare är 8 000. Den ligger vid sjön Lago Argentino.
Terrängen runt El Calafate är kuperad söderut, men norrut är den platt. Trakten runt El Calafate är nära nog obefolkad, med mindre än två invånare per kvadratkilometer..
Runt El Calafate är det i huvudsak tätbebyggt.